# Куприянов, Фёдор Алексеевич
Фё́дор Алексе́евич Куприя́нов (род. 29 февраля 1980, Москва) — российский адвокат, доцент Сретенской духовной академии. Кандидат юридических наук (2007), почётный адвокат Московской области.

## Биография
Родился в семье Куприяновых Алексея Анатольевича и Наталии Львовны. Отец — адвокат с 1993 года, ранее — советский журналист и общественный деятель, почётный адвокат России. Мать — работала физиком в Московском научно-исследовательском онкологическом институте, затем заместителем декана в Православном Свято-Тихоновском гуманитарном университете (ПСТГУ). Профессор М. М. Бабаев, известный учёный-криминолог, называет семью Куприяновых «династией советских и российских адвокатов» — первым в семье получил статус адвоката прадед Фёдора Абрам Самсонович Тиктинер (в 1926 году).
Первоначально получил религиоведческое образование на миссионерском факультете ПСТГУ. Второе высшее образование получил по специальности «Правоведение» в Московском государственном юридическом университете (МГЮА). Окончил Российский университет дружбы народов по программе дополнительного высшего образования Mini MBA.
В период учебы в вузах начал работу на должностях юрисконсульта и судебного представителя в ряде юридических фирм, в том числе в юридическом бюро «Бабаев и партнеры».
В 2006 году получил статус адвоката в адвокатской палате Московской области. Тогда же учредил адвокатский кабинет «Адвокатская контора Ф.Куприянова» со специализацией: защита по уголовным делам, вытекающим из банковской, финансовой и иной хозяйственной деятельности, защита организаторов и участников преступных сообществ, имущественные арбитражные дела, гражданские дела из имущественных и семейных отношений, споры о детях, представление интересов приходов и монастырей Русской православной церкви.
В 2022 году стал лауреатом высшей юридической премии «Фемида» в номинации «Династия» вместе с отцом, супругой, также адвокатами, и детьми, являющимися студентами юридических вузов.

## Резонансные дела

### «Дело реставраторов»
Адвокат заместителя министра культуры РФ Григория Пирумова по уголовному «делу реставраторов», возбуждённому в 2016 году. Подзащитный освобождён из-под стражи в зале Дорогомиловского районного суда Москвы суда в связи с отбытием до приговора назначенного ему судом наказания. По второму делу, возбуждённому в 2018 году и связанному с новым обвинением, освобождён из-под стражи в связи с переводом под домашний арест, не признал вину.

### «Дело многодетных»
Защищал Вадима Рыбальченко, финансиста и «знатока» из телепрограммы «Что? Где? Когда?», обвинявшегося в создании и руководстве преступным сообществом из «белых воротничков», а также в незаконной банковской деятельности. Назначенное подзащитному наказание 8,5 лет лишения свободы общего режима оказалось вдвое ниже запрошенных государственным обвинителем 15 лет строгого режима плюс 2 года ограничения свободы. Подзащитный вышел на свободу в течение одного года после вступления приговора в законную силу.

### Дело Гаицгори
Защищал Георгия Гаицгори, председателя правления бывшего банка ИБК, обвинявшегося в злоупотреблении полномочиями и мошенничестве на сумму шесть миллиардов рублей. Подзащитный был оправдан.

### Дело о взрыве в «Шоколаднице»
Участвовал в защите Дмитрия Петрова, взорвавшего в октябре 2009 года в кафе «Шоколадница» на Ленинском проспекте самодельную бомбу, изготовленную в собственной лаборатории на дому. Подельницу Дмитрия — Ольгу защищал Генрих Падва. Подзащитный адвоката Куприянова был освобождён от уголовной ответственности по состоянию здоровья.

### Дело о пропаже картин Васнецова
После смерти основоположника «сурового стиля» в соцреализме Андрея Васнецова, внука художника Виктора Васнецова, была обнаружена пропажа его картин стоимостью около трёх миллионов долларов. Картины нашлись в запасниках галереи искусств Зураба Церетели на Пречистенке. Куприянов выступил представителем наследницы почившего академика живописи, вдовы мастера Ирины Ивановны Васнецовой, вёл с Зурабом Церетели переговоры о возврате картин. Картины были возращены в мастерскую художника в Богословском переулке.

### Дело об убийстве Кабановой
В деле об убийстве и расчленении тела журналистки Ирины Кабановой (Черска) её мужем Алексеем Кабановым представлял потерпевших — мать убитой и двух её детей. Одновременно вёл в интересах детей гражданское дело о лишении убийцы их матери родительских прав. Кабанов приговорен к 14,5 лет лишения свободы и лишён родительских прав.

### Другие известные дела
Был представителем московского автосалона «Пеликан» в уголовном процессе против «погромщика», и пр.
В 2021 году защищал семью Бориса Минца, объявил об отказе Интерпола в розыске членов семьи предпринимателя.

## Преподавательская и научная деятельность
В 2007 году окончил заочную аспирантуру Института государства и права Российской академии наук с защитой диссертации по теме: «Государственный контроль за религиозными объединениями в Российской Федерации (административно-правовые аспекты)», по специальности 12.00.14
Диссертация, имеющая антисектантскую направленность, вызвала неоднозначную реакцию и обсуждение в юридических и религиозных СМИ. Протестующие предприняли попытку срыва защиты и утверждения диссертации.
В разные годы преподавал финансовое право в ряде вузов, в том числе занимал должность доцента в Финансовом университете при Правительстве РФ. До начала адвокатской деятельности заведовал кафедрой довузовской подготовки ПСТГУ. С 2012 года — доцент в московской Сретенской духовной академии, преподаватель Ветхого Завета.
Автор книги «Эффект защитника. Как выбрать адвоката и как с ним победить. Руководство» (в соавторстве с А. Куприяновым и Е. Куприяновой), ряда статей в журналах «Уголовный процесс», «Право и образование».

## Общественная деятельность
С 2000 года преподаёт в двухлетней воскресной школе для взрослых в храме святителя Николая в Толмачах при Государственной Третьяковской галерее. Автор приходской газеты «Толмачевский листок» с 2006 по 2012 годы, с 2006 по 2010 год — автор и редактор.
Регулярно публикуется в качестве юридического комментатора газеты «Российская газета», выступает на радио и телевидении (Россия 24, НТВ, Спас, Вести ФМ и др.) по общественно важным вопросам.

## Семья
Супруга — Елена Романовна Куприянова (род. 1983), адвокат адвокатской палаты Московской области, магистр права.
Четверо детей: Елизавета, Мария, Серафим, Арсений. Старшая дочь Елизавета поступила вне конкурса на юридический факультет МГУ как призёр заключительного этапа всероссийской олимпиады школьников по праву. На втором курсе обучения являлась руководителем комитета по вопросам совершенствования уголовного и уголовно-процессуального законодательства в Студенческом союзе законотворческих инициатив. Сын Серафим, учащийся московской школы №57, является действующим членом сборной России по конному спорту, становился призёром и победителем российских и международных соревнований.